# Torregöl (Algutsboda socken, Småland)
Torregöl är en sjö i Emmaboda kommun i Småland och ingår i Lyckebyåns huvudavrinningsområde.